# Gauthier Doubrère
Pas d'image ? Cliquez ici

a Compétitions nationales et continentales officielles uniquement.

b Matchs officiels uniquement.
Dernière mise à jour le 28 mars 2023.
Gauthier Doubrère, né le 24 décembre 1995 à Armous-et-Cau (Gers), est un joueur français de rugby à XV jouant au poste de demi de mêlée au Castres olympique depuis 2022.

## Biographie

### Carrière en club
Gauthier Doubrère commence le rugby à l'entente Vic/Bassoues avant de rejoindre le FC Auch en Cadets. Il dispute la finale du championnat de France Crabos en 2014 puis fait ses débuts en équipe première en Fédérale 1 en septembre de la même année. Il reçoit la récompense du meilleur sportif gersois de l'année du journal Sud Ouest. En 2015, il signe un contrat Espoir à l'Union Bordeaux Bègles et joue son premier match de Top 14 en avril 2016 contre le Stade français. Il remporte le championnat de France Espoir en 2016 avec l'UBB. En janvier 2017, il prolonge son contrat de deux saisons mais il est finalement libéré de sa dernière année et s'engage à Biarritz en juin 2018.
Après avoir participé à la remontée du BO en Top 14, il s'engage en 2021 au Stade montois. Puis, l'année suivante en 2022, il est recruté en Top 14 par le Castres olympique vice-champion de France où il connaît le manager gersois Pierre-Henry Broncan.

### Carrière internationale
Après avoir joué pour l’Équipe de France des moins de 18 ans, il est sélectionné en Équipe de France des moins de 20 ans pour le Tournoi des VI Nations 2015 durant lequel il dispute deux matchs. Il participe au Mondial Junior la même année, participant à cinq rencontres dont deux en tant que titulaire.

## Palmarès
- FC Auch
  - Finaliste du Championnat de France Crabos en 2014

- Union Bordeaux Bègles
  - Vainqueur du Championnat de France espoirs en 2016